# 新城愛理
新城 愛理（しんじょう あいり、1985年3月22日 - ）は沖縄県出身のタレント、女性モデル。所属事務所はオフィスリゾム。

## 人物
スカウトされたのをきっかけに今の事務所に所属する。
同事務所の池宮城里知と仲がいい。
本格的な芸能活動を始める為、東京に上京した。
趣味はドライブ、音楽鑑賞。特技はクラシックバレエ。

## 出演

### バラエティ
- きんくる 〜沖縄金曜クルーズ〜（NHK沖縄）
- 池田免税店（沖縄テレビ）

### テレビドラマ
- 今週、妻が浮気します（フジテレビ）

### 映画
- 琉球カウボーイよろしく、ゴザイマス。（2007年）
- サーダカー（2008年）

### CM
- 花王「クリアクリーン」